# Heilige-Bonaventurakerk (Woerden)
De Heilige-Bonaventurakerk is een katholieke kerk in de Nederlandse plaats Woerden die is gewijd aan de heilige Bonaventura. De in de kerk huizende geloofsgemeenschap is onderdeel van de Parochie Pax Christi, die valt onder het Bisdom Rotterdam. De kerk staat naast het Kasteel van Woerden en is aangemerkt als rijksmonument.
De kerk, gebouwd in 1892, is ontworpen door architect Nicolaas Molenaar sr. en uitgevoerd door C.P.W. Dessing. Het gebouw geldt als een van Molenaars belangrijkste werken. Het is een kruisbasiliek in neogotische stijl, gebaseerd op de vroege Franse gotiek. De kerktoren is 77,2 meter hoog en staat daarmee op de 31ste plaats van de lijst van hoogste kerktorens in Nederland. De toren wordt bekroond met een scherpe naaldspits met flankerende torentjes. Deze domineert van verre het profiel van Woerden.

## Interieur
Het interieur van de kerk is rijk gedecoreerd met gekleurde tegelvloer, een marmeren hoogaltaar, zijaltaren, Mariakapel met een smeedijzeren hek van W. Pompe uit IJsselstein uit 1894, marmeren doopvont, heiligenbeelden, bundelpijlers met natuurstenen kapitelen, kruisribgewelven en gebrandschilderde ramen waaronder drie uit 1919 van F. Nicolas. In de kerk bevindt zich een orgel, gebouwd door Jos Vermeulen, dat in 1921 in gebruik werd genomen.

## Afbeeldingen

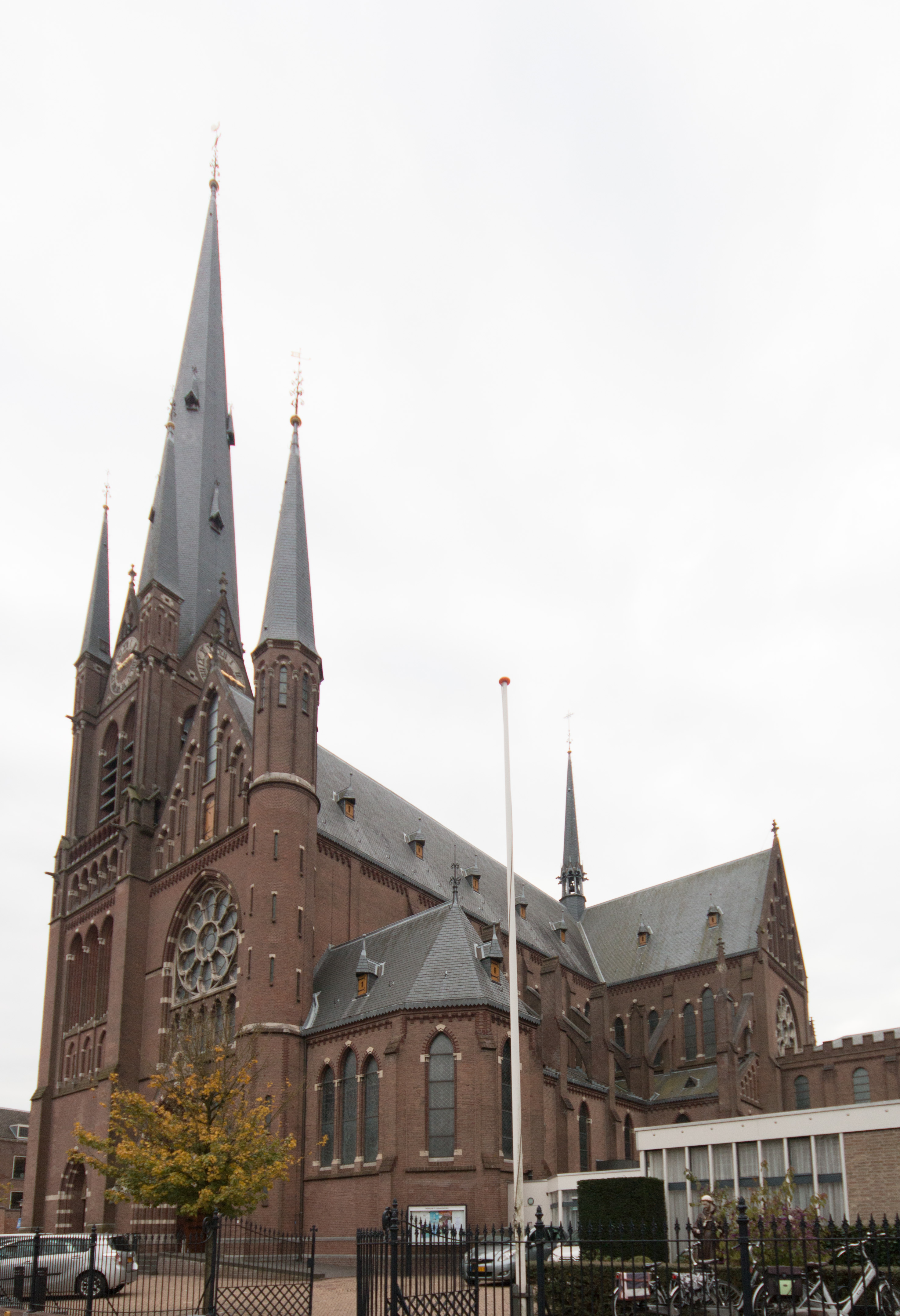
Vooraanzicht
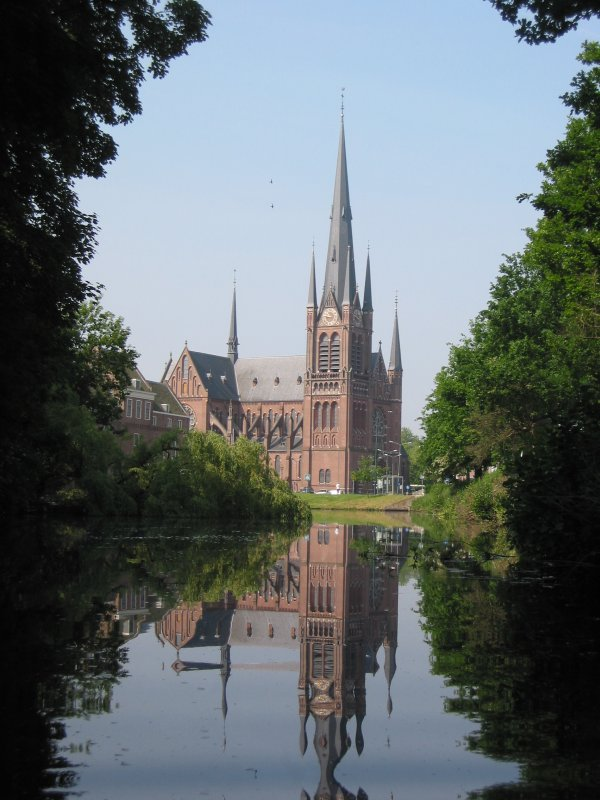
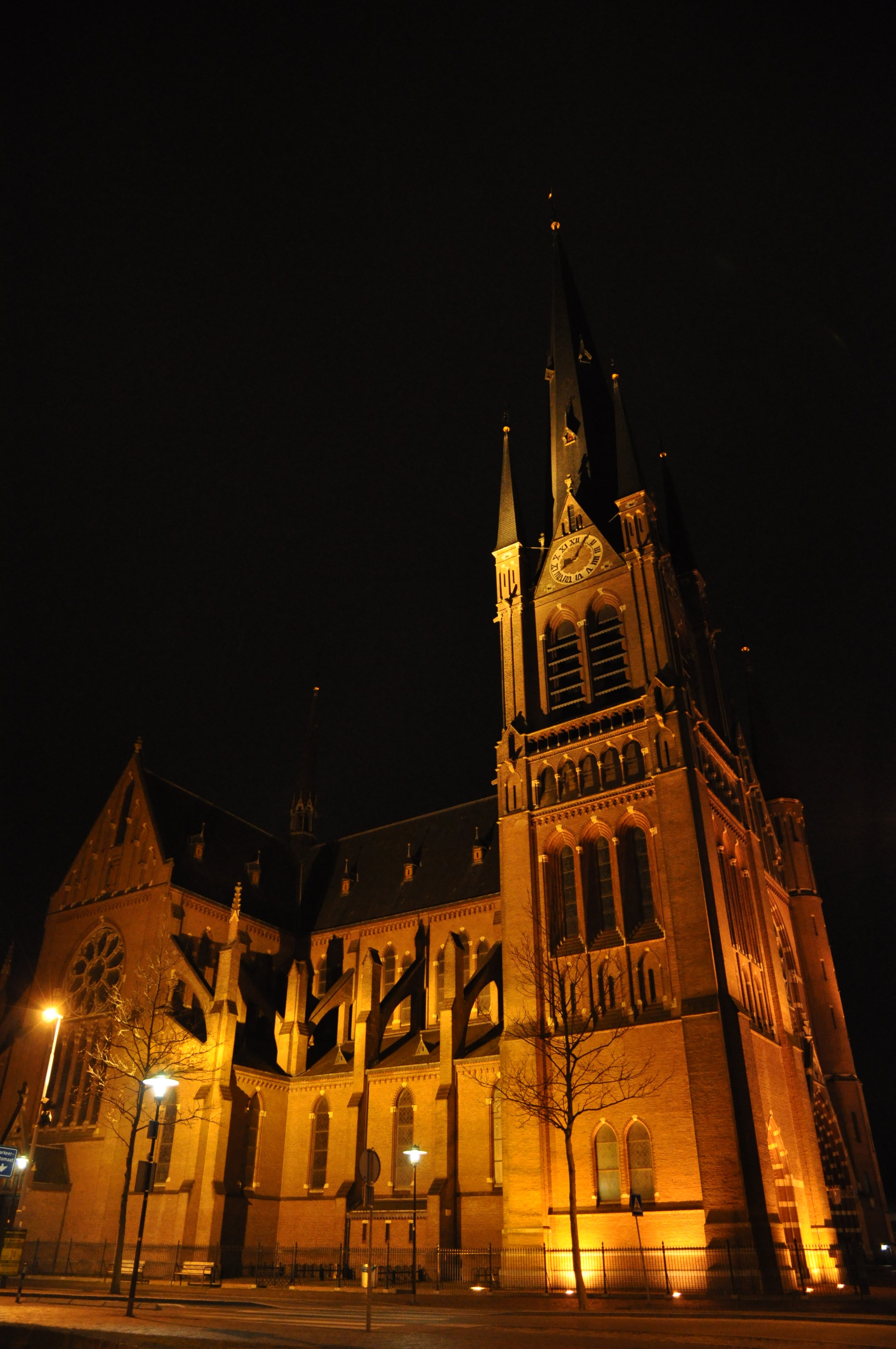
Bij nacht
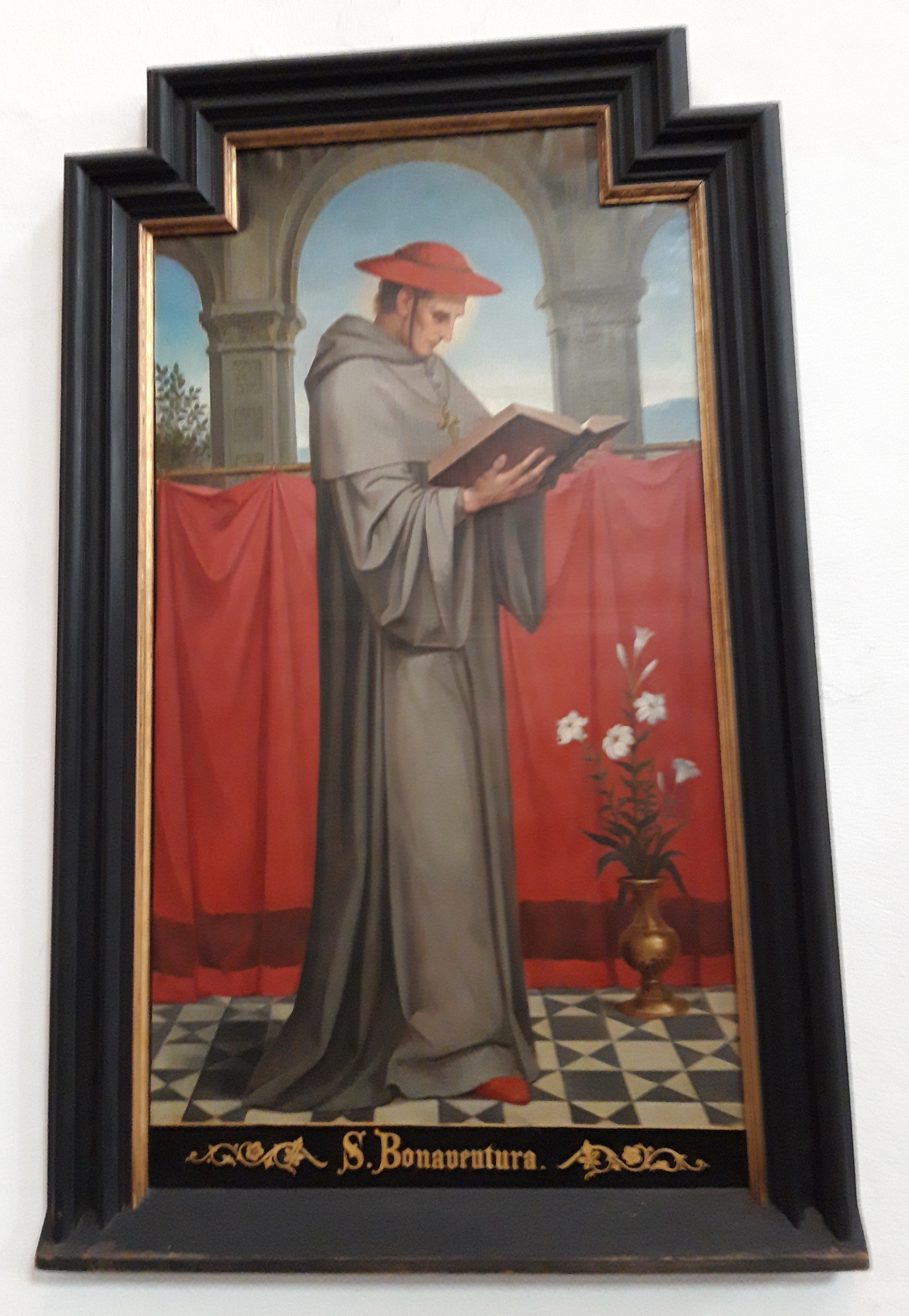
Schilderij van Sint Bonaventura